# Manoir de Nether Lypiatt
Nether Lypiatt Manor est un manoir compact et néoclassique situé dans la paroisse principalement rurale de Thrupp, près de Stroud dans le Gloucestershire. C'est autrefois la maison de campagne du prince du Michael de Kent et de la princesse Michael de Kent et c'est un bâtiment classé Grade I.

## Description
Construite au début des années 1700 par un architecte inconnu pour le juge Charles Coxe (en), avec une aile ajoutée en 1931 par Morley Horder, la petite maison forme un carré parfait de 46 pieds (14 m) de côté, avec des fenêtres à guillotine, de hautes cheminées, des toits et des piliers et balustrades des portails. L'étage mansardé avec lucarnes est supprimé en 1844, mais remplacé par Horder vers 1923. Il est salué par l'historien de l'architecture Mark Girouard comme un parfait exemple de la maison formelle du début du XVIIIe siècle en miniature. La maison, sur un terrain de 14 ha, comprend quatre pièces de réception, huit chambres et quatre salles de bains. Il comprend quatre étages, dont un haut sous-sol et un étage mansardé. À l'intérieur, une grande partie des boiseries du début du XVIIIe siècle a survécu, tout comme les cheminées en pierre d'origine. Un bel escalier mène du sous-sol au grenier.
Il est possible que Nether Lypiatt Manor ait influencé le palais du gouverneur à Williamsburg, en Virginie. La paysagiste Rosemary Verey travaille sur les jardins de Nether Lypiatt pour le prince et la princesse de Kent .

## Histoire
À la mort de Thomas Freame en 1689, son domaine à Nether Lypiatt est partagé entre ses deux cohéritières. L'une, Anne Chamberlayne, obtient la maison précédente, située à proximité de la maison actuelle. Sa fille Catherine épouse le juge Charles Coxe (1656-1728), député de Cirencester et plus tard de Gloucester, et juge de circuit au pays de Galles. Ils héritent de la maison en 1699 et construisent la maison actuelle au début des années 1700. Leur fils John hérite de la maison en 1728, après quoi elle passe dans sa famille jusqu'en 1914 (bien qu'à partir de 1884, occupée par des locataires), date à laquelle elle est achetée par Arthur Stanton. Il la vend à M. Corbett Woodall, qui charge l'architecte Peter Morley Horder de reconditionner la maison, d'installer des salles de bains et de planter l'avenue des tilleuls au sud.
En 1923, elle est achetée par Gordon Woodhouse et sa femme, la claveciniste Violet Gordon-Woodhouse. Ils ajoutent le pavillon du nord-ouest et améliorent l'intérieur  ". Elle passe à son fils, le capitaine John Gwynne. Ainsi, en 1956-1957, Frederick Nettlefold, avec Jeremy Benson comme architecte, soulève et reconstruit complètement le toit en stricte conformité avec le plan d'origine, après une refonte inexacte de 1848.
En 1980, il est acheté par le prince et la princesse Michael de Kent. D'autres membres de la famille royale britannique vivent également près du prince et de la princesse Michael à Nether Lypiatt. Anne, princesse royale, vit à Gatcombe Park, à proximité, et Charles de Galles vit à Highgrove House près de Tetbury .
En 2005, Nether Lypiatt Manor est mis en vente. L'agent demandait à l'origine des offres supérieures à 6 millions de livres sterling, mais en février 2006, ce montant est abaissé à 5,5 millions de livres sterling. Selon le Sunday Times, il est acheté par l'homme d'affaires et pair travailliste Paul Drayson pour 5,75 millions de livres sterling .